# Jan Karel Lenstra
Jan Karel Lenstra (né le 19 décembre 1947 à Zaandam) est un mathématicien néerlandais spécialiste en recherche opérationnelle, connu pour ses travaux sur l'ordonnancement dans les systèmes d'exploitation, la recherche locale, et le problème du voyageur de commerce. Lenstra est frère d'Arjen Lenstra, Andries Lenstra, et Hendrik Lenstra, tous mathématiciens.

## Biographie
Lenstra obtient un Ph.D. à l'université d'Amsterdam en 1976 sous la supervision de Gijsbert de Leve (titre de la thèse : Sequencing by Enumerative Methods). Il est ensuite chercheur au Centrum voor Wiskunde en Informatica jusqu'en 1989, puis entre à l'université de technologie d'Eindhoven , où il devient doyen du département de mathématiques et informatique, et est professeur au Georgia Institute of Technology. Il retourne au CWI comme directeur en 2003. Il s'en retire en 2011 et devient alors un CWI Fellow.
Lenstra est éditeur en chef du journal Mathematics of Operations Research (en) de 1993 à 1998, et est éditeur en chef des Operations Research Letters depuis 2002,.

## Prix et distinctions
Lenstra devient fellow de l'INFORMS en 2004.
En 1997, il reçoit la médaille d'or de l'EURO, la plus haute distinction européenne en recherche opérationnelle. En 2011, il est fait chevalier de l'Ordre du Lion néerlandais, et à cette occasion le CWI a organisé un symposium en son honneur.

## Publications (sélection)
- [2005] J. M. Spitter, C. A .J. Hurkens, A. G. de Kok, Jan K. Lenstra et E. G. Negenman, « Linear programming models with planned lead times for supply chain operations planning », European Journal of Operational Research, vol. 163, no 3,‎ 2005, p. 706–720 (ISSN 0377-2217, DOI 10.1016/j.ejor.2004.01.019).
- [1996] R. J. M. Vaessens, E. H. L. Aarts et Jan K. Lenstra, « Job Shop Scheduling by Local Search », INFORMS Journal on Computing, vol. 8, no 3,‎ 1996, p. 302–317 (ISSN 1091-9856, DOI 10.1287/ijoc.8.3.302).
- [1994] Emile H. L. Aarts, Peter J. M. van Laarhoven, Jan K. Lenstra et N. L. J. Ulder, « A Computational Study of Local Search Algorithms for Job Shop Scheduling », ORSA Journal on Computing, vol. 6, no 2,‎ 1994, p. 118–125 (ISSN 0899-1499, DOI 10.1287/ijoc.6.2.118).
- [1992] Emile H. L. Aarts, Peter J. M. van Laarhoven et Jan K. Lenstra, « Job Shop Scheduling by Simulated Annealing », Operations Research, vol. 40, no 1,‎ 1992, p. 113-125 (ISSN 0030-364X, DOI 10.1287/opre.40.1.113).
- [1985] Eugene L. Lawler, Jan K. Lenstra, Alexander H. G. Rinnooy Kan et David B.  Shmoys (éditeurs), The Traveling Salesman Problem : A Guided Tour of Combinatorial Optimization, Chichester, John Wiley & Sons, 1985, 463 p. (ISBN 978-0-471-90413-7)[7]